# Carmen Andrés
Carmen Andrés Añón, née le 19 octobre 1964, est une femme politique espagnole membre du Parti des socialistes de Catalogne (PSC).
Elle est élue députée de la circonscription de Barcelone lors des élections générales d'avril 2019.